# 1968 a tudományban
Az 1968. év a tudományban és a technikában.

## Díjak
- Nobel-díjak
  - Fizikai Nobel-díj: Luis Alvarez
  - Fiziológiai és orvostudományi Nobel-díj: Robert W. Holley, Har Gobind Khorana, Marshall Warren Nirenberg
  - Kémiai Nobel-díj: Lars Onsager

## Születések
- szeptember 23. – Wendelin Werner németországi születésű francia matematikus
- december 11. –  Emmanuelle Charpentier francia mikrobiológus, genetikus, biokémikus
- december 28. –  Hoside Akihiko japán mérnök, űrhajós

## Halálozások
- február 21. – Howard Florey ausztrál farmakológus és patológus. Harmadmagával orvostudományi Nobel-díjban részesült a penicillin felfedezéséért (* 1898)
- március 27. – Jurij Gagarin orosz, szovjet űrhajós, az első ember a világűrben (* 1934)
- április 1. – Lev Davidovics Landau Nobel-díjas orosz, szovjet elméleti fizikus (* 1908)
- július 28. – Otto Hahn Nobel-díjas német kémikus, a radioaktivitás és a radiokémia úttörője. Az atommagkémia ősatyjának és az atomkorszak megteremtőjének is nevezik (* 1879)
- augusztus 19. – George Gamow orosz származású amerikai fizikus (* 1904)
- október 27. – Lise Meitner osztrák-svéd atomfizikusnő (* 1878)